# Шиен (село)
Шиен (каз. Шиен) — село в Жамбылском районе Алматинской области Казахстана. Административный центр Шиенского сельского округа. Код КАТО — 194281100.

## История
Село Пригорное основано в 1912 г. В 1913 году в нём насчитывалось 104 двора. Село входило в состав Кастекской волости Отарского участка Верненского уезда Семиреченской области.

## Население
В 1999 году население села составляло 2425 человек (1208 мужчин и 1217 женщин). По данным переписи 2009 года, в селе проживало 1869 человек (939 мужчин и 930 женщин).

## Известные уроженцы
- Касымбеков, Канымбек-Кано (1943—2014) — казахстанский и советский кинорежиссёр и сценарист, Заслуженный деятель Казахстана.